# Acrarmostis
Acrarmostis là một chi bướm đêm thuộc họ Erebidae.